# 델프트
델프트(네덜란드어: Delft)는 네덜란드 자위트홀란트주의 도시로 로테르담과 헤이그의 사이에 있다. 델프트 도기 및 델프트 공과대학교로 유명하다. 이곳에서 레벤후크가 태어났다. 그리고 이케아의 본사가 위치한 곳이다.

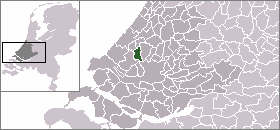
델프트의 위치

## 같이 보기
- 네덜란드 황금시대
- 란드스타트레일